# Bajo sexto
El bajo sexto es un instrumento musical de cuerda pulsada de origen mexicano. Se distingue del bajo quinto al poseer 6 órdenes de cuerdas dobles para un total de 12 cuerdas, mientras que el bajo quinto posee 5 órdenes de cuerdas dobles, lo que hace que tenga 10 cuerdas en total. 

## Origen
El bajo sexto tiene su origen, al igual que el bajo quinto, en el sur de México. La fabricación del bajo quinto y bajo sexto tomó auge en el siglo XIX, en los estados de Guerrero, Michoacán, Morelos, Puebla, Oaxaca y Tlaxcala, entre otros.
Los también designados bajos de espiga (bajo sexto y quinto), descienden de las bandurrias y laúdes españoles que utilizaban cuerdas dobles y también se afinaban en quintas, tal vez para completar las armonías en ensambles que requerían de un instrumento capaz de dar las notas graves de la armonización de una melodía.
Recibe el nombre "bajo" por las notas bajas que produce, y "sexto" por poseer seis pares de cuerdas.
El bajo sexto y el bajo quinto son utilizados comúnmente en la música popular del norte de México, conocida como música norteña. La introducción del bajo sexto en la música popular del noreste es un fenómeno del siglo XX. Los ensambles de acordeón y bajo sexto sustituyeron a las bandas militares, que eran las que proveían la música bailable antes de la aparición de los fonógrafos y la radio. En menor medida se utilizan en la música tradicional de Oaxaca y Puebla.
Asimismo, el bajosexto se utilizó en los llamados "conjuntos típicos mexicanos" (integrados por salterios, mandolinas y bandolones) para hacer la armonía o acompañamiento y el bajo. Cabe destacar que en estos conjuntos se escribían partituras expresamente para el instrumento siendo las únicas agrupaciones en hacerlo, lo que requería un dominio del solfeo por parte del ejecutante a diferencia de los grupos tradicionales o corridistas que lo tocaban y aprendían de manera empírica o por transmisión oral.
En muchos de estos conjuntos típicos se fue sustituyendo el bajo sexto por la guitarra o bien por su homólogo de 10 cuerdas el bajo quinto.

## Constitución y afinación
El bajo sexto tiene 12 cuerdas metálicas, agrupadas en 6 pares u órdenes. Los últimos (bajos) pares de cuerdas cuartas, quintas y sextas  mi, la, re, con afinación de octavados en sus dos cuerdas (una de bajo y otra aguda), y Los tres primeros órdenes de cuerdas se afinan en sol, do y fa, siendo la afinación de cada cuerda de un par al unísono. Tiene una forma similar a la de una guitarra grande, siendo su caja de resonancia aproximadamente un tercio más grande que la de la guitarra acústica. Su sonido es metálico y lleno. Se toca con una espiga o púa, aunque también se puede pulsar con los dedos. 
El instrumento moderno cuenta con un característico resaque en la caja justo en la parte baja del brazo que sirve para tocar muchos adornos en las notas más agudas. Ejemplos de bajo sextos antiguos se pueden observar en las portadas de los discos de los 50s y 60s, como con Los Montañeses del Álamo; en ellas se puede ver un tipo de bajo sexto característico que aún no llevaba el resaque. Ha resurgido el uso del bajo quinto, ahora utilizado en música norteña (aunque proviene de la música sureña), en el cual se ha eliminado el sexto par de cuerdas ya que la mayoría de los ejecutantes casi no las utilizan y este lleva siempre el resaque, incluso a veces también en la parte superior (doble resaque).

## Uso
Se utiliza principalmente para llevar los acordes –la armonía– de los conjuntos norteños (compuestos de acordeón, bajo sexto, bajo quinto, contrabajo, tololoche, o bajo eléctrico, batería o tarolas) y para tocar la armonía y el bajeo, en los tradicionales duetos "fara fara" (compuestos de bajo sexto y acordeón).  
Las principales formas musicales que se ejecutan son: música texana, norteña, corrido, ranchera, polka, chotís, huapango, bolero, cumbia y redova.